# Camponotus planatus
Camponotus planatus Roger, 1863 è una formica della sottofamiglia Formicinae, diffusa nell'ecozona neotropicale.

## Descrizione
È una formica di relativamente piccole dimensioni (3–6 mm di lunghezza), con testa e torace di colore bruno-rossastro che contrasta con l'addome nero. La superficie dorsale della testa, del mesosoma e del gastro è ricoperta da una peluria setolosa di colore biancastro.

## Biologia
È una specie arboricola che nidifica prevalentemente in cavità scavate all'interno del legno morto.
È una specie poliginica, in cui cioè in una stessa colonia possono essere presenti più regine.

## Distribuzione e habitat
La specie ha un areale neotropicale che si estende dalla Florida e dal Texas, attraverso l'America centrale (compresa Cuba), sino alla Colombia e al Venezuela.